# Littlejohn Coliseum
Pour les articles homonymes, voir Littlejohn et Coliseum.
Le J.C. Littlejohn Coliseum, plus communément appelé Littlejohn Coliseum, est une salle multi-usage de 10 325 places située à Clemson en Caroline du Sud.
Les équipes de basket-ball de l'université de Clemson jouent dans cette enceinte.

## Histoire
La salle porte le nom de James C. Littlejohn qui permit de nombreuses transformations dans le campus.
Le Littlejohn Coliseum ouvre ses portes le 30 novembre 1968 soit deux ans après le début des travaux. Le stade est rénové et ouvre, pour la seconde fois, le 5 janvier 2003.
Cette salle à la réputation d'être un lieu compliqué à jouer, les deux équipes de basket-ball ont gagné environ 75 % de leurs matchs à Littlejohn. La salle à notamment accueilli un numéro de College GameDay de la chaine ESPN le 23 janvier 2010 lors d'un match contre les Duke Blue Devils, match que les Tigers perdent 60-47.